# Риченки
Риченки (рос. Рыченки) — село в Перемишльському районі Калузької області Російської Федерації.
Населення становить 39 осіб. Входить до складу муніципального утворення Присілок Горки.

## Історія
Від 2004 року входить до складу муніципального утворення Присілок Горки

## Населення
| 2002 | 2010 |
| ---- | ---- |
| 51   | ↘39  |